# Asif Ali Zardari
Asif Ali Zardari (tiếng Uru và Sundi: آصف علی زرداری) là tổng thống Cộng hòa Hồi giáo Pakistan từ tháng 9 năm 2008, đồng chủ tịch của Đảng Nhân dân Pakistan. Trước đây, ông từng hai lần làm thủ tướng Pakistan. Ông là phu quân của cố Thủ tướng Benazir Bhutto.

## Nghị sĩ Quốc hội
Asif đã là nghị sĩ Quốc hội, và đã là Bộ trưởng Môi trường trong nhiệm kỳ thủ tướng thứ hai của vợ mình (1993–1996). Ban đầu ông mong muốn làm Bộ trưởng Tài chính như Bhutto đã chọn ông vào vị trí bộ không có nguồn thu tài chính. Trong thời gian giữ chức Bộ trưởng Môi trường, ông đã tuyên bố trong một cuộc họp báo được truyền hình trên kênh STN rằng mỗi trường học ở Pakistan có một phòng môi trường và lâm nghiệp và thúc đẩy phong trào mỗi học sinh trồng một cây xanh.
Ông cũng là Thượng nghị sĩ cho đến cuộc đảo chính tháng 10 năm 1999 do tướng Pervez Musharraf chỉ huy và thủ tướng đương nhiệm lúc đó là Nawaz Sharif bị lật đổ và Thượng viện bị giải tán.

## Quan hệ với Hoa Kỳ
Asif Ali Zardari thăm Mỹ trong bốn ngày từ 5-8/5, 2009 nhằm tăng cường quan hệ giữa hai nước. "Chuyến thăm sẽ tạo cơ hội cho chúng tôi củng cố và mở rộng quan hệ song phương giữa Pakistan và Mỹ," Bộ Ngoại giao Pakistan nói trong một thông báo. Trọng tâm của chuyến thăm là cuộc hội đàm đầu tiên của Tổng thống Zardari với Tổng thống Mỹ Barack Obama và tham dự cuộc gặp thượng đỉnh ba bên giữa Mỹ, Pakistan và Afghanistan. Trong chương trình chuyến thăm, ông Zardari còn hội đàm với Phó Tổng thống Mỹ Joseph Biden, Thượng nghị sĩ John Kerry, Ngoại trưởng Hillary Clinton, Bộ trưởng Quốc phòng Robert Gates, và các nghị sĩ Thượng viện và Hạ viện Mỹ. Trong một sự kiện trước đó, chính phủ Pakistan đã chấp thuận cho Mỹ huấn luyện và trang bị vũ khí chống khủng bố cho quân đội Pakistan nhằm chống lại phe Taliban ngày càng lớn mạnh tại Afghanistan. Mỹ sẽ huấn luyện cho quân đội Pakistan chuyên về bộ binh và biệt kích. Theo thỏa thuận, địa điểm huấn luyện được lập bên ngoài Pakistan. Bộ Quốc phòng Mỹ đề nghị lập cơ sở huấn luyện tại Mỹ. Đến lúc này, Pakistan chỉ cho phép khoảng 70 sĩ quan Mỹ vào Pakistan huấn luyện. Chính phủ Mỹ chờ Quốc hội chấp thuận 400 triệu Mỹ kim tài trợ cho cuộc chiến ở Pakistan.